# Google Nexus
Google Nexus — лінійка мобільних Android-пристроїв (смартфонів і планшетів), які випускались Google у співпраці з кількома OEM-виробниками апаратного забезпечення.
Пристрої, що входять у серію Nexus, не містять модифікацій операторів стільникового зв'язку і використовують немодифіковані додатки й оболонки Android. Також в них можливе розблокування завантажувача. Пристрої Nexus першими отримують оновлення ОС.
Станом на жовтень 2015 року найновішими пристроями у серії були Nexus 5X (Google + LG), Nexus 6P (Google + Huawei), а також планшет Nexus 9 (Google + HTC).
Виробництво смартфонів Google Nexus зупинено у зв'язку з виходом Google Pixel 4 жовтня 2016 року.

## Смартфони
- Nexus One — смартфон (HTC, січень 2010)
- Nexus S — смартфон (Samsung Electronics, грудень 2010)
- Galaxy Nexus — смартфон (Samsung Electronics, листопад 2011)
- Nexus 4 — смартфон (LG Electronics, листопад 2012)
- Nexus 5 — смартфон (LG Electronics, листопад 2013)
- Nexus 6 — смартфон (Motorola, жовтень 2014)
- Nexus 5X — смартфон (LG Electronics, вересень 2015)
- Nexus 6P — смартфон (Huawei, вересень 2015)

## Планшети
- Nexus 7 — планшет (Asus, червень 2012)
- Nexus 10 — планшет (Samsung Electronics, листопад 2012)
- Nexus 7 (2013) — планшет (Asus, липень 2013)
- Nexus 9 — планшет (HTC, жовтень 2014)

## Інші пристрої
- Nexus Q — потоковий медіапристрій на базі Android інтегрований з Google Play, використовується спільно з телевізорами. Має форму, близьку до сферичної. Очікувалося надходження в продаж у США за ціною $299 в червні-жовтні 2012 року. У січні 2013 року проєкт був закритий.
- Nexus Player — цифровий медіаплеєр спільно розроблений Google і Asus. Це другий медіаплеєр в сім'ї споживчих пристроїв Google Nexus. Він працює на Android 6.0 («Marshmallow»), це перший пристрій на платформі Android TV. Nexus Player підтримує Google Cast, функцію для вибору і управління відтворенням мультимедіа на телевізорі, який був вперше введений у Chromecast. 24 травня 2016 року Google припинив розвиток і продаж Nexus Player.